# European Low Fares Airline Association
La European Low Fares Airline Association (ELFAA) era un'organizzazione, impostata alla fine del 2003 e lanciata all'inizio del 2004, che rappresentava le compagnie aeree low cost europee.

## Storia
A gennaio 2004, al momento del lancio dell'ELFAA, le compagnie aeree membre erano 10: Air Berlin, Basiq air, Flybe, Flying Finn, Hapag-Lloyd Express, Ryanair, Sky Europe, Sterling, Sverigeflyg e Volareweb.
L'European Low Fares Airline Association chiude il 31 agosto 2016; il suo sito web reindirizza a quello dell'Airlines for Europe (A4E).

## Obiettivi
- identificare le aree politiche che hanno influenza sul settore low cost
- influenzare lo scopo di ordinanze regolamentari
- promuovere gli interessi comuni dei membri presso le diverse istituzioni europee

## Membri
La lista dei membri (al 2016) era disponibile sul sito web dell'ELFAA
1. British Airways (2015)
2. easyJet (2005)
3. Iberia (2015)
4. Iberia Express (2015)
5. Jet2.com (2008)
6. Norwegian Air Shuttle (2005)
7. Ryanair (2004)
8. Volotea (2012)
9. Vueling (2009)
10. Wizz Air (2004)

### Ex membri
La lista dei membri del passato è disponibile sulle pagine dell'ELFAA archiviate su Internet Archive
- Air Berlin (2004-2005)
- Air Polonia (2004-2004)
- Basiqair (2004-2005)
- Blue Air (2009-2009)
- bmibaby (2009-2009)
- Clickair (2008-2009)
- Flybe (2004-2015)
- Flying Finn (2004-2004)[8]
- HLX.com (2004-2007)[9]
- myair.com (2006-2009)
- SkyEurope (2004-2009)
- Sterling Airlines (2004-2008)
- Sverigeflyg (2004-2014)
- transavia.com (2005-2015)
- Volareweb.com (2004-2004)[10]